# Niger
För andra betydelser, se Niger (olika betydelser).
Niger (franskt uttal: /niʒɛʁ/), formellt Republiken Niger, är en stat i Västafrikas inland, gränsande till Algeriet, Benin, Burkina Faso, Libyen, Mali, Nigeria och Tchad. Landet har sitt namn efter floden Niger, som flyter genom områdets sydvästra hörn. Invånarna kallas nigerer (sing. och plur.).

## Historia

### Äldre historia
Under hela sin historia har Niger upplevt krig och folkvandringar. I tusen år var landet en del av Sudans gamla kulturområde. På 1400-talet hade ett islamskt tuaregsultanat växt fram kring Agadez, medan hausa-folket invaderade söderifrån från sin ursprungliga hemtrakt Nigeria. Motsättningarna mellan muslimer och den svarta befolkningen ledde till ständiga konflikter. Ett hausa-kungarike, Gobir, kunde hålla stånd mot tuaregerna på 1700-talet, men i början av 1800-talet införlivades det efter ett krig med sultanatet Sokoto. De första europeiska upptäcktsresandena, som kom till området på 1800-talet, kunde berätta om ständiga oroligheter.
Vid slutet av 1800-talet ockuperades Niger av Frankrike, men dess kontroll över landet blev inte total förrän efter första världskriget. Niger blev fransk koloni 1922 och medlem av den franska västafrikanska federationen.

### Självständighetstiden
Efter skapandet av den femte franska republiken den 4 december 1958, blev Niger en autonom stat inom Franska samväldet. Franska Niger blev fullt självständigt från Frankrike den 3 augusti 1960 med Hamani Diori som president. Han förbjöd det radikala Sawaba-partiet och landsförvisade dess ledare Djibo Bakary, vilket gav landet en viss politisk stabilitet. 1960-talets upptäckter av uran i Aïr-massivet tände hoppet om en starkare ekonomisk framtid för Niger. President Diori störtades i april 1974 genom en militärkupp.
Niger har sedan dess under långa perioder styrts av militära kuppregimer. Berbiska tuareger har tidvis fört en väpnad kamp för ökade rättigheter och sedan 2010-talet har islamistiska extremister genomfört våldsamma attentat.
I spetsen för den militärjunta som tog makten framträdde överste Seyni Kountché. Hans uppgift blev att inrikta sig på att bekämpa verkningarna av den katastrofala torka som under 1970-talet hotat existensmöjligheterna för stora delar av befolkningen och som lett till tusentals människors död. Regimen hade använt inkomster från uranbrytning för att hjälpa de av torka drabbade områdena.
1993 hölls de första fria, demokratiska valen. 1995 gjordes en fredsöverenskommelse med tuaregerna i norr, efter fem års uppror. Militärkupper 1996 och 1999 följdes av en övergång till civilt styre igen i december 1999.
I november och december 2004 hölls presidentval där den sittande presidenten Mamadou Tandja vann stöd för ytterligare fem år. Enligt internationella observatörer var valet förhållandevis demokratiskt. 2009 började dock president Tandja manövrera för att kunna genomföra en lagändring som skulle ge honom chans till en tredje mandatperiod. Under protesterna som följde upplöste han parlament och avskedade sin regering, och ledde i praktiken landet själv, vilket ledde till att Niger diplomatiskt fullkomligt isolerades från omvärlden. I februari 2010 avsattes han i en militärkupp.
Nigers folkvalde president Mohamed Bazoum avsattes i en statskupp och en militärjunta tog makten den 26 juli 2023.

## Geografi
Niger är ett av världens varmaste länder, och 80 procent av landets yta är öken. Sahara täcker en avsevärd del av landets yta, och endast 2 procent kan odlas av den bofasta befolkningen, som ofta ligger i konflikt med nomaderna.[källa behövs]

### Hydrografi

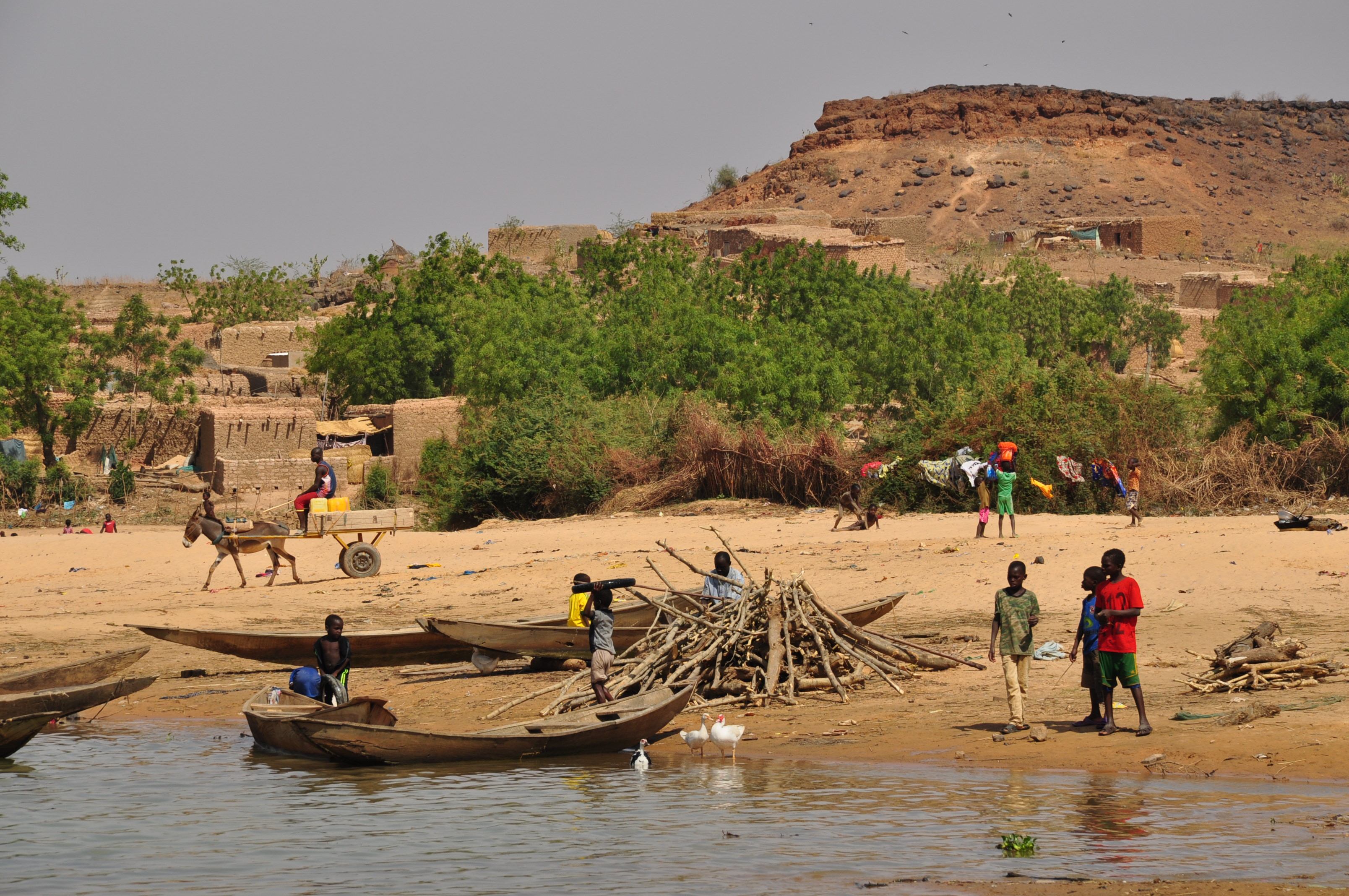
Vy från Nigerfloden vid byn Boubon.

Lägsta punkt: Nigerfloden, 200 meter över havet

### Klimat
I nästan hela Niger råder ökenklimat. Det är varmt, torrt och dammigt, utom längst nere i söder där det är tropiskt klimat och savann.

### Växt- och djurliv
Torr savann med gräs, törnbuskar och en liten del torra skogar finns nästan uteslutande i landets södra del. I låglänta områden hittas även tamarind (Tamarindus indica), baobab, kapok (Ceiba pentandra) och mahognyväxter.
Beroende på den karga vegetationen är landet fattig på djurarter. I en nationalpark i södra Niger lever bland annat lejon, antiloper, giraffer, afrikansk buffel, struts, afrikanska elefanter och flodhästar. I öknen förekommer fennek och gaseller. I bergstrakter hittas babianer och manfår.[källa behövs]

### Naturskydd
Några av landets miljöproblem är jorderosion med åtföljande ökenspridning och att vilda djur (till exempel elefant, noshörning, giraff och lejon) hotas på grund av tjuvjakt och förstörelse av deras livsmiljö. Niger har skrivit under och ratificierat Kyoto-protokollet om klimatförändring.
I Niger ligger även ett av världens största naturskyddsområden, Aïr and Ténéré National Nature Reserve, som upptogs 1991 i UNESCOS världsarvslista.[källa behövs]

## Styre och politik

### Administrativ indelning
Niger är indelat i sju regioner och ett huvudstadsdistrikt (Niamey). Regionerna är indelade i 36 departement (départements) vilka i sin tur är indelade i 265 kommuner (communes).

## Ekonomi och infrastruktur

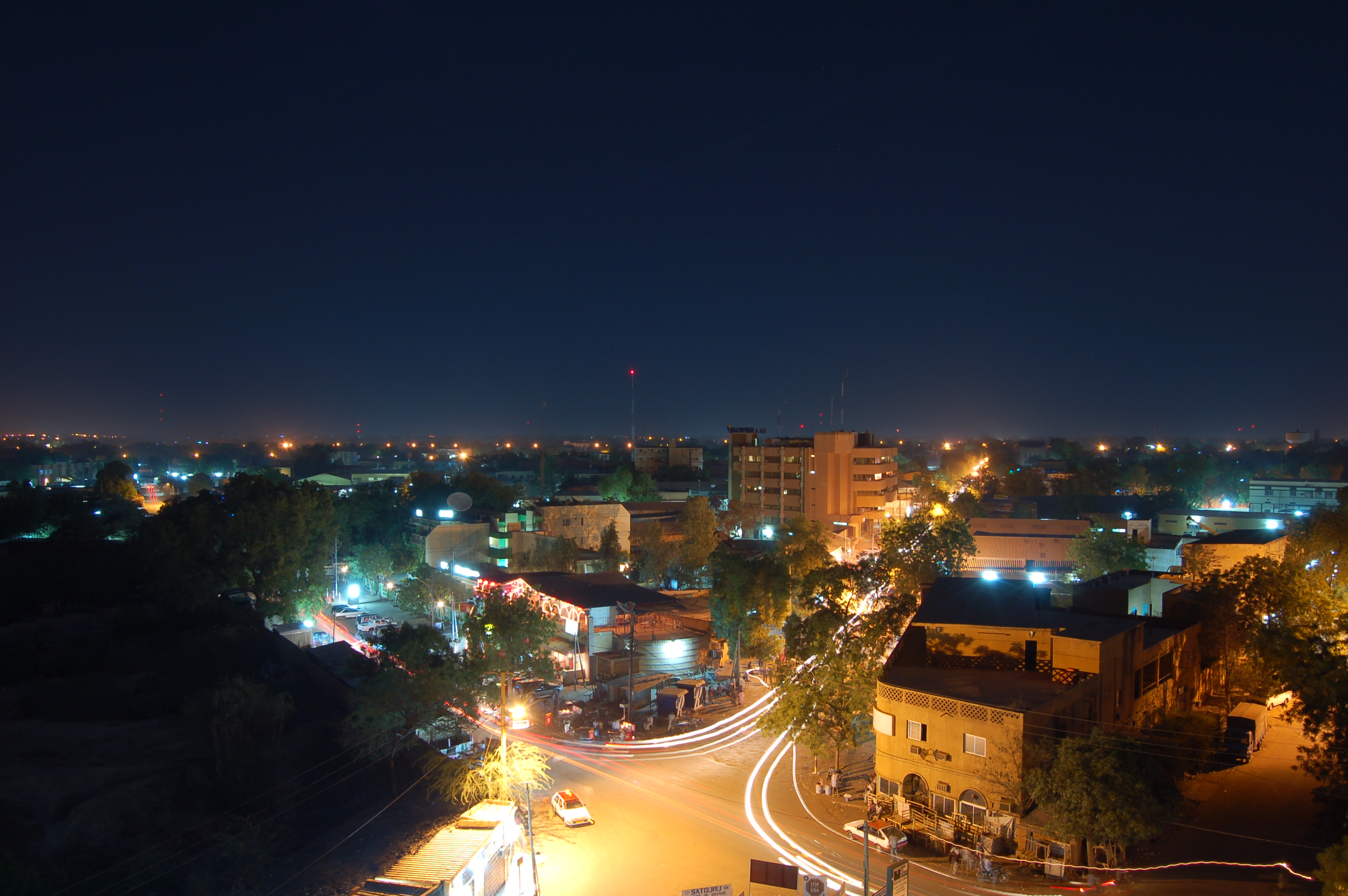
Niamey, huvudstad och landets ekonomiska hub.

Niger är ett fattigt land, placerad på 189:e plats och tredje sist enligt human development index 2022, med en ekonomi som bygger på jordbruk. Mer än 60 procent av befolkningen räknas som mycket fattig, och inkomstskillnaderna är stora. Fyra femtedelar arbetar inom jordbruk och fiske.
Nästan hälften av regeringens budget härrör från utländska bidragsgivare.[källa behövs] Landet är beroende av utländsk ekonomisk hjälp, och 2000 beviljade Världsbanken lån för att Niger skulle kunna reformera sin ekonomiska politik. En framtida ekonomisk tillväxt kan vara möjlig om man kan utvinna sina naturtillgångar i form av till exempel olja, guld och andra mineraler.
Under 2005 drabbades Niger av svält, och över 3 miljoner människor drabbades av hungersnöd.[källa behövs]

### Näringsliv

#### Energi och råvaror
All elektricitet som produceras i landet framställs av fossila bränslen, och därutöver importeras el. Landet är rikt på naturtillgångar som uran, kol, järnmalm, tenn, fosfat, guld och petroleum.[källa behövs]

### Handel
Tidigare exporterade man en del uran, men efterfrågan har minskat i världen.[källa behövs]

### Infrastruktur

#### Transporter
Det nigeriska vägnätet är cirka 18 900 km långt (2010) och består av 3 912 km asfalterade vägar samt cirka 14 900 km utan vägbeläggning. Dessutom har landet 30 flygplatser (2013) varav 10 har asfalterade landningsbanor. Mellan december och april kan 300 km av Nigerfloden användas som farled. Järnväg saknas men är delvis projekterad.

#### Utbildning och forskning
År 2015 beräknades 80,9 % av befolkningen äldre än 15 år vara analfabeter.
- Analfabetism hos män: 72,7 % (2015)[1]
- Analfabetism hos kvinnor: 89 % (2015)[1]

## Befolkning

### Demografi
Landets nativitet är mycket hög och därför ökar befolkningen med genomsnittlig 2,75 procent per år. Det beror främst på polygami. Andelen personer som var yngre än 15 år låg 2008 nästan vid 50 procent.
Sedan självständigheten 1960 ökade folkmängden till över 12 miljoner människor, alltså fyra gånger det ursprungliga värdet.

### Språk
Det officiella språket i landet är franska. Utöver detta finns cirka 20 inhemska språk, som representerar tre av de stora afrikanska språkfamiljerna: afroasiatiska språk (t.ex. hausa och tuaregiska), Niger-Kongospråk (t.ex. fulani) samt nilo-sahariska språk (t.ex. kanuri och songhai). Hausa, som talas som modersmål av omkring hälften av befolkningen, samt songhai, som talas av cirka en fjärdedel, används också som lingua franca mellan olika grupper.

### Religion
År 2010 var mer än 90 procent av befolkningen i Niger muslimer. Majoriteten var sunnimuslimer, medan en mindre grupp, omkring 5 procent, tillhörde shia. Islam hade nått området redan på 1400-talet genom Songhairikets expansion västerut och handelsförbindelser med Maghreb och Egypten. Under 1600-talet bidrog tuareger till religionens spridning, och under 1700- och 1800-talen spelade sufiska brödraskap en viktig roll.
Kristendomen hade en liten närvaro i Niger, med uppskattningsvis omkring 60 000 anhängare. Kristna, både katoliker och protestanter, bodde främst i de södra delarna av landet samt bland familjer med kolonialt ursprung och invandrare från länder som Benin, Togo och Ghana. Bahai-religionen hade några tusen anhängare, huvudsakligen i Niamey och längs Nigerflodens västra strand nära gränsen till Burkina Faso. Knappt 5 procent av befolkningen utövade traditionella afrikanska religioner, och pingströrelsen hade cirka 10 000 medlemmar.
Konstitutionen från 2010, liksom tidigare versioner, betonade separationen mellan stat och religion. Religionsfrihet garanterades både i konstitutionen och i andra lagar, och dessa rättigheter respekterades i praktiken.

### Sociala förhållanden
Niger är ett av världens fattigaste länder, präglat av hög arbetslöshet och undersysselsättning. Brist på rent vatten och fungerande avloppssystem är särskilt problematisk på landsbygden, där endast 40 procent av invånarna har tillgång till rent vatten. Ungefär 75 procent av befolkningen lever i fattigdom och klarar sig på mindre än två amerikanska dollar per dag. Kvinnor i Niger utsätts för omfattande diskriminering. Misshandel är vanligt förekommande men anmäls sällan. Även om slaveri är förbjudet, lever många människor, särskilt kvinnor, fortfarande under slavliknande förhållanden. Könsstympning förekommer bland vissa folkgrupper, men eftersom det är förbjudet minskar sedvänjan gradvis. Drygt en tredjedel av kvinnorna deltar i arbetslivet, och 13 procent av parlamentsledamöterna är kvinnor.

### Hälsa
År 2014 beräknades andelen av befolkningen i åldern 15-49 med hiv eller aids till 0,49 %. Till år 2020 hade andelen smittade sjunkit till 0,2 %, totalt 31 000 personer. Antalet avlidna i aids år 2020 beräknades till 1 100.

### Övriga befolkningsdata
År 2015 var befolkningens medianålder 15,2 år. För män var medianåldern något lägre, 15,1 år, medan den för kvinnor var något högre och uppgick till 15,3 år.

## Internationella rankningar
| Organisation                                | Undersökning                   | Rankning   |
| ------------------------------------------- | ------------------------------ | ---------- |
| Heritage Foundation/The Wall Street Journal | Index of Economic Freedom 2019 | 151 av 180 |
| Reportrar utan gränser                      | Pressfrihetsindex 2019         | 66 av 180  |
| Transparency International                  | Korruptionsindex 2018          | 114 av 180 |
| FN:s utvecklingsprogram                     | Human Development Index 2018   | 189 av 189 |